# NGC 5247
NGC 5247 é uma galáxia espiral barrada (SBbc) localizada na direcção da constelação de Virgo. Possui uma declinação de -17° 53' 05" e uma ascensão recta de 13 horas, 38 minutos e 02,9 segundos.
A galáxia NGC 5247 foi descoberta em 7 de Fevereiro de 1785 por William Herschel.